# Comix Zone
Comix Zone é um jogo eletrônico de 1995 do gênero beat'em up, desenvolvido originalmente pela Sega para o Mega Drive. Uma característica incomum do jogo é que ele se passa dentro dos quadros de uma história em quadrinhos, com diálogos representados por balões de fala e sprites e cenários com as  cores e o estilo de desenho dinâmico de uma história de super-heróis. O estilo já fora usado anteriormente em jogos eletrônicos, como por exemplo em Batman: The Caped Crusader, jogo de 1988 da Ocean Software, mas Comix Zone desenvolveu a ideia a tal ponto que a Sega solicitou e obteve uma patente para um Sistema de criação de jogo eletrônico que simule uma história em quadrinhos.
O conceito do jogo se originou de um vídeo de demonstração animado por Peter Morawice para o Commodore Amiga intitulado Joe Pencil Trapped In The Comix Zone. O vídeo foi feito em 1992, exibindo como os elementos de jogabilidade e quadrinhos se mesclariam.

## Enredo
O jogador controla Sketch Turner, um quadrinista, que está trabalhando em sua revista chamada The Comix Zone. Numa noite de tempestade, um raio atinge uma das folhas, fazendo com que Mortus, o vilão da história, escape, prendendo Sketch em sua própria criação. Dentro do quadrinho, o artista se alia a Alissa Cyan, líder da resistência contra os mutantes. Mortus tratará de destruir Sketch no mundo real desenhando os inimigos, e buscará tornar-se de carne e osso no processo. O objetivo de Sketch é sair da história em quadrinhos e derrotar o vilão.

## Outras mídias

### Filmes
Em agosto de 2022, a Sega anunciou que fez parceria com a Picturestart, para desenvolver uma adaptação cinematográfica do jogo.